# Villa Antigua
Villa Antigua es una localidad y distrito argentino ubicado en el Departamento La Paz de la Provincia de Mendoza. Se encuentra 500 metros al sur de la Ruta Nacional 7, 2 km al norte del río Tunuyán y 5 km al oeste de La Paz.
Antes de la llegada de los españoles habitaban la región los indios huarpes. Luego un grupo de españoles al mando de Sancho de Medrano construyó una capilla para apoyar el proceso de evangelización de los huarpes, dicha capilla fue reemplazada en 1760 por el templo que hoy perdura, con la imagen de Nuestra Señora de La Paz a la cual aún hoy se rinde tributo. La villa en sí fue fundada en 1791 con el nombre de San José de Corocorto por el comandante José Francisco de Amigorena por instrucción del gobernador Rafael de Sobremonte, con el objetivo de establecer una posta en el largo y transitado camino desde la Ciudad de Mendoza hasta el Litoral. En 1850 se creó el Departamento La Paz con cabecera en San José de Corocorto, pero por dos bravos malones la mayor parte de sus pobladores se vio forzado a desplazarse a un nuevo lugar 5 km al este, la actual ciudad de La Paz. A partir de allí se conoce a esta localidad como Villa Antigua.
La agricultura era el sostén del lugar, pero un proceso de revinición (saturación del suelo por la humedad) degradó las tierras impidiendo el cultivo, y dejando casi como única alternativa a la recolección de junquillos a la orilla del río. A su vez al quedar relegada del ferrocarril en favor de La Paz tampoco pudo crecer por este medio de transporte. Hasta los años 1970 en la localidad funcionaban 3 bodegas importantes y varios secaderos, además de haber numerosas fincas con viñedos y frutales, entre los que se contaban el damasco, la ciruela y la pera.